# Mistrzostwa Polski Juniorów w Lekkoatletyce 1978
Mistrzostwa Polski Juniorów w Lekkoatletyce 1978 – zawody lekkoatletyczne, które odbyły się 26 i 27 sierpnia 1978 roku w Poznaniu.

## Rezultaty

### Mężczyźni
| Konkurencja:                  | 1. miejsce                                                   | Rezultat  | 2. miejsce                                                              | Rezultat  | 3. miejsce                                                    | Rezultat  |
| Bieg na 100 m                 | Jerzy Słowikowski Budowlani Szczecin                         | 10,73     | Jerzy Brunner Burza Wrocław                                             | 10,79     | Janusz Echaust                                                | 10,81     |
| Bieg na 200 m                 | Mirosław Krech Start Lublin                                  | 22,02     | Zbigniew Gietka Narew Ostrołęka                                         | 22,11     | Piotr Wrona Olimpia Poznań                                    | 22,13     |
| Bieg na 400 m                 | Marek Hoffa AZS Poznań                                       | 47,83     | Wojciech Bimkiewicz Górnik Zabrze                                       | 48,70     | Ryszard Samborowski Burza Wrocław                             | 49,02     |
| Bieg na 800 m                 | Józef Kańcurzewski Maraton Konin                             | 1:53,1    | Janusz Tomaszewski AZS Warszawa                                         | 1:53,4    | Marek Koza Unia Tarnów                                        | 1:53,7    |
| Bieg na 1500 m                | Grzegorz Kiełczewski Juvenia Wrocław                         | 3:56,3    | Andrzej Pichór Czuwaj Przemyśl                                          | 3:56,8    | Mirosław Kozioła Start Lublin                                 | 3:57,3    |
| Bieg na 5000 m                | Zenon Sznajder AZS Zielona Góra                              | 14:30,5   | Wiesław Furmanek Tomasovia                                              | 14:32,7   | Tadeusz Kozłowski Start Elbląg                                | 14:46,0   |
| Bieg na 110 m przez płotki    | Jacek Rutkowski AZS Warszawa                                 | 14,72     | Paweł Uścinowicz OKS Otwock                                             | 15,08     | Piotr Pawłowski AZS Gorzów Wielkopolski                       | 15,10     |
| Bieg na 400 m przez płotki    | Jacek Birek AZS Warszawa                                     | 53,53     | Mirosław Grześkowiak Start Elbląg                                       | 54,24     | Grzegorz Kępień Skra Warszawa                                 | 54,25     |
| Bieg na 2000 m z przeszkodami | Marian Borcz Górnik Zabrze                                   | 5:42,1    | Wiesław Ziembicki Zagłębie Lubin                                        | 5:46,6    | Zbigniew Tomasik KSZO Ostrowiec Świętokrzyski                 | 5:50,4    |
| Chód na 20 km                 | Marek Zaworski Orkan Poznań                                  | 1:38:26,2 | Piotr Kiedrowicz Pomorze Stargard Szczeciński                           | 1:38:46,6 | Jan Kłos Resovia                                              | 1:39:02,0 |
| Sztafeta 4 x 100 m            | Skra Warszawa M. Stępień J. Koza J. Stachura I. Mazurkiewicz | 42,80     | Orkan Poznań J. Ratajczak M. Kiedrowski P. Gorzelany P. Kowalski        | 42,85     | AZS Warszawa J. Birek J. Rutkowski J. Jasiński J. Bartosek    | 43,06     |
| Sztafeta 4 x 400 m            | AZS Poznań M. Hoffa K. Matysiak W. Twardowski P. Ryks        | 3:19,0    | Burza Wrocław L. Abrachamowicz K. Czeczkowski R. Samborowski M. Jedynak | 3:20,5    | Skra Warszawa I. Mazurkiewicz G. Nosek P. Cegielski G. Kępień | 3:21,0    |
| Skok w dal                    | Andrzej Klimaszewski Bałtyk Gdynia                           | 7,66 +1,6 | Stanisław Opolski AZS Warszawa                                          | 7,61 +1,6 | Stanisław Chmielewski CWKS Legia Warszawa                     | 7,32 +2,4 |
| Trójskok                      | Zdzisław Hoffmann AZS Zielona Góra                           | 15,43     | Henryk Smolarek Hejnał Kęty                                             | 14,70     | Jarosław Musielewicz Nadwiślanin Kwidzyn                      | 14,46     |
| Skok wzwyż                    | Janusz Trzepizur Chemik Kędzierzyn-Koźle                     | 2,10      | Mirosław Włodarczyk AZS Kraków                                          | 2,00      | Wojciech Talkowski AZS Zielona Góra                           | 2,00      |
| Skok o tyczce                 | Zbigniew Radzikowski Bałtyk Gdynia                           | 5,10      | Mirosław Korbal WKS Zawisza Bydgoszcz                                   | 5,00      | Wojciech Głuchowski Bałtyk Gdynia                             | 4,60      |
| Pchnięcie kulą                | Witold Rybczyński AZS Poznań                                 | 15,46     | Mirosław Jasiński WKS Zawisza Bydgoszcz                                 | 14,53     | Mieczysław Pawelec Lechia Tomaszów Mazowiecki                 | 14,32     |
| Rzut dyskiem                  | Ryszard Idziak WKS Zawisza Bydgoszcz                         | 51,40     | Piotr Wierzbicki WKS Zawisza Bydgoszcz                                  | 49,86     | Witold Rybczyński AZS Poznań                                  | 48,60     |
| Rzut młotem                   | Wacław Filek Cracovia                                        | 60,44     | Henryk Królak Warta Poznań                                              | 60,10     | Zdzisław Kwaśny Warta Poznań                                  | 60,04     |
| Rzut oszczepem                | Stanisław Górak Agros Chełm                                  | 75,74     | Eugeniusz Klin Podlasie Białystok                                       | 70,88     | Stanisław Witek Gryf Słupsk                                   | 63,40     |
| Dziesięciobój                 | Andrzej Langowski AZS Gdańsk                                 | 7056 pkt. | Franciszek Jóźwicki AZS Warszawa                                        | 6762 pkt. | Mirosław Zagórski Warszawianka                                | 6353 pkt. |

### Kobiety
| Konkurencja:               | 1. miejsce                                                        | Rezultat  | 2. miejsce                                                                        | Rezultat  | 3. miejsce                                                           | Rezultat  |
| Bieg na 100 m              | Jolanta Stelmach Gwardia Warszawa                                 | 11,86     | Wanda Stefańska Gwardia Warszawa                                                  | 12,04     | Halina Sobczyszczak Start Lublin                                     | 12,11     |
| Bieg na 200 m              | Elżbieta Szulc CWKS Legia Warszawa                                | 23,23     | Halina Sobczyszczak Start Lublin                                                  | 24,48     | Elżbieta Stachurska ŁKS Łódź                                         | 24,96     |
| Bieg na 400 m              | Barbara Oliszewska Lubtour Zielona Góra                           | 54,66     | Elżbieta Kapusta AZS Kielce                                                       | 55,22     | Maria Szymków Karkonosze Jelenia Góra                                | 57,28     |
| Bieg na 800 m              | Ewa Głódź Juvenia Wrocław                                         | 2:06,0    | Beata Rudzińska WKS Śląsk Wrocław                                                 | 2:09,0    | Danuta Zblewska Bałtyk Gdynia                                        | 2:09,1    |
| Bieg na 1500 m             | Ewa Szydłowska Piast Gliwice                                      | 4:18,0    | Grażyna Jarmoszuk Lubtour Zielona Góra                                            | 4;28,7    | Urszula Lenard Chemik Kędzierzyn-Koźle                               | 4:29,8    |
| Bieg na 3000 m             | Maria Chwaszczyńska Kociewie Starogard Gdański                    | 9:27,9    | Wanda Panfil Lechia Tomaszów Mazowiecki                                           | 9:36,0    | Ewa Gucia Piast Gliwice                                              | 9:42,9    |
| Bieg na 100 m przez płotki | Elżbieta Lis CWKS Legia Warszawa                                  | 13,82     | Jolanta Danilewicz AZS Biała Podlaska                                             | 14,43     | Wanda Stefańska Gwardia Warszawa                                     | 14,50     |
| Bieg na 400 m przez płotki | Bożena Bukowska Lubtour Zielona Góra                              | 62,96     | Anna Siemieniuk Karkonosze Jelenia Góra                                           | 63,58     | Ewa Stencel Stal Ostrów Wielkopolski                                 | 63,72     |
| Sztafeta 4 × 100 m         | Górnik Zabrze C. Kloza E. Gołębiowska M. Babik B. Parulska        | 47,78     | WKS Zawisza Bydgoszcz M. Janiszewska H. Świgoń B. Karczewska E. Orłowska          | 48,43     |                                                                      |           |
| Sztafeta 4 × 400 m         | WKS Śląsk Wrocław L. Mazanek I. Lisiak J. Popczyńska B. Rudzińska | 3:52,2    | Karkonosze Jelenia Góra M. Szymków A. Siemieniuk D. Wieczorkiewicz A. Juchniewicz | 3:53,6    | Skra Warszawa K. Sieradzka M. Niedziółka K. Dąbrowska J. Kwaśniewska | 3:53,9    |
| Skok w dal                 | Barbara Wojnar Resovia                                            | 6,34 -0,8 | Jolanta Kucińska Warszawianka                                                     | 6,06 -1,4 | Celina Kloza Górnik Zabrze                                           | 5,91 -0,2 |
| Skok wzwyż                 | Anna Dąbrowska Piast Gliwice                                      | 1,78      | Elżbieta Krawczuk AZS Białystok                                                   | 1,73      | Elżbieta Kaczmarczyk Wisła Kraków                                    | 1,70      |
| Pchnięcie kulą             | Teresa Matuszewska Pomorze Stargard Szczeciński                   | 12,80     | Grażyna Konopka Narew Łomża                                                       | 12,58     | Alicja Popek Tęcza Mielec                                            | 12,58     |
| Rzut dyskiem               | Jadwiga Narejko Karkonosze Jelenia Góra                           | 47,00     | Maria Zabłocka WKS Zawisza Bydgoszcz                                              | 46,30     | Alicja Popek Tęcza Mielec                                            | 43,60     |
| Rzut oszczepem             | Barbara Berent Spójnia Gdańsk                                     | 48,70     | Barbara Sobaszkiewicz Orkan Poznań                                                | 45,42     | Małgorzata Rybicka Spójnia Gdańsk                                    | 44,00     |
| Pięciobój                  | Barbara Pieczeńczyk Podlasie Białystok                            | 4055 pkt. | Małgorzata Guzowska Gwardia Warszawa                                              | 3972 pkt. | Lidia Kańtoch Piast Gliwice                                          | 3892 pkt. |